# Rafał Charzyński
Rafał Jan Charzyński (ur. 6 lipca 1969 r. w Lublinie) – polski ksiądz, filozof.

## Życiorys[1]
Uczęszczał do szkół w Lublinie: Szkoły Podstawowej nr 35 oraz 9. Liceum Ogólnokształcącego. Egzamin dojrzałości zdał w 1988 r., po nim wstąpił do Lubelskiego Wyższego Seminarium Duchownego. Studia  rozpoczął na Wydziale Teologii KUL, ukończył je w 1994 r. magisterium: Bóg a prawo według Czesława Martyniaka, pod promocją ks. prof. dr hab. Czesława S. Bartnika. W tym samym roku przyjął święcenia kapłańskie. Pracę jako duszpasterz rozpoczął w Parafii pw. Św. Brata Alberta w Puławach. Studia rozpoczął w 1996 roku w sekcji filozofii teoretycznej na Wydziale Filozofii KUL, gdzie po czterech semestrach został wysłany, decyzją Arcybiskupa Metropolity, kontynuować studia filozoficzne na Papieskim Uniwersytecie Świętego Tomasza w Rzymie. Licencjat z filozofii uzyskał  w 1999 r. broniąc pracy La relazione tra il diritto e la morale secondo Czesław Martyniak, promowanej przez prof. Michele Tavuzzi OP. Pod kierunkiem prof. Giuseppe Busiello OP napisał rozprawę doktorską pod tytułem La liberta come il fondamento della morale in Jacques Maritain, którą obronił w 2003 r. Podczas pobytu w Rzymie piastował stanowisko szpitalnego kapelana najpierw w San Camillo, a następnie Carlo Forlanini. Gdy wrócił do Polski został powołany na funkcję Kapelana Wydziału Zamiejscowego Szkoły Wyższej im. Bogdana Jańskiego w Chełmie, na tym też wydziale prowadził działalność dydaktyczną. Rok później w Metropolitalnym Wyższym Seminarium Duchownym w Lublinie został wychowawcą, następnie zlecono mu obowiązki prefekta, a później ojca duchownego. Od 1 października 2006 jest zatrudniony przy Katedrze Historii Filozofii w Polsce na Wydziale Filozofii KUL. Stopień doktora habilitowanego uzyskał w roku 2017 na podstawie rozprawy Problem polemiczno-apologetycznego charakteru neoscholastyki polskiej (Lublin: Wydawnictwo KUL 2016).

## Publikacje[3]
- Problem polemiczno-apologetycznego charakteru neoscholastyki polskiej, Lublin: Wydawnictwo KUL 2016, ISBN 978-83-8061-308-9, ss. 232.
- Relacja prawa naturalnego do stanowionego według Czesława Martyniaka w: Prawo Administracja Kościół ISSN 1644-9924, 1/2 (2005), s. 25 – 41.
- Europejskie inspiracje filozofii prawa Czesława Martyniaka w: Studia z Filozofii Polskiej ISSN 1897-8584, t. 4 (2009) s. 197 – 207.
- Prawa człowieka jako ochrona fundamentalnych wartości w ujęciu F. J. Mazurka w: Studia z Filozofii Polskiej t. 6 (2011), s. 195 – 206.
- Neotomistyczne ujęcie prawa naturalnego jako podstawa praw człowieka w: R. Moń, A. Kobyliński (red.) O prawach człowieka nieco inaczej, Warszawa 2011, s. 99 – 108.
- Światopoglądowe odniesienia neoscholastyki w ujęciu ks. Idziego Radziszewskiego, w: S. Janeczek, R. Charzyński, M. Maciołek (red.) Światopoglądowe Odniesienia Filozofii Polskiej, Lublin 2011, s. 303 - 315.
- Dwugłos historii filozofii polskiej w kwestii autonomii tomizmu w: J. Skoczyński (red.) Mit Historia Kultura, Kraków 2012, ISBN 978-83-7638-222-7, s. 15 – 22.
- Ksiądz Idzi Radziszewski jako filozof w: S. Janeczek, M. Krupa (red.), Rektorowi KUL w 90. Rocznicę śmierci ks. Idziego Radziszewskiego, Lublin 2013, ISBN 978-83-7702-744-8, s. 85 – 108.
- Filozofia chrześcijańska a chrześcijański światopogląd według ks. Piotra Chojnackiego w: S. Janeczek, A. Starościc (red.) Filozofia a religia w dziejach filozofii polskiej Inspiracje – krytyka, Lublin 2014, ISBN 978-83-7702-931-2, s. 461 – 476.